# Nonka Matowa
Nonka Matowa Detschewa (bulgarisch Нонка Матова Дечева; * 20. Oktober 1954 in Plowdiw als Nonka Detschewa) ist eine ehemalige bulgarische Sportschützin und Politikerin.

## Erfolge
Nonka Matowa nahm an sechs Olympischen Spielen teil: 1976 belegte sie in Montreal mit dem Kleinkalibergewehr im Dreistellungskampf den elften Rang. Vier Jahre darauf wurde sie in Moskau in dieser Konkurrenz Sechste sowie im liegenden Anschlag Siebte. Bei den Olympischen Spielen 1988 erreichte sie in Seoul mit dem Luftgewehr den zwölften Rang, während sie mit dem Kleinkalibergewehr im Dreistellungskampf Elfte wurde. 1992 zog sie in Barcelona mit dem Kleinkalibergewehr im Dreistellungskampf mit 584 Punkten ins Finale ein. In diesem erzielte sie weitere 98,7 Punkte und belegte mit insgesamt 682,7 Punkten den zweiten Rang hinter Launi Meili, sodass sie die Silbermedaille erhielt. 1996 in Atlanta und 2000 in Sydney kam sie mit dem Luftgewehr nicht über den 20. bzw. den 36. Rang hinaus. Mit dem Kleinkalibergewehr gelang ihr 1996 nochmals der Sprung ins Finale, in dem sie mit 678,8 den sechsten Platz belegte. 2000 schloss sie die Konkurrenz auf dem 14. Rang ab.
1985 wurde Nonka Matowa in Mexiko-Stadt mit der Luftgewehr-Mannschaft Weltmeisterin. Im Jahr darauf sicherte sie sich in Suhl mit dem Kleinkalibergewehr den Titel der Mannschaftskonkurrenz im Dreistellungskampf, außerdem belegte sie im liegenden Anschlag im Einzel und mit der Mannschaft den zweiten Rang. 1987 in Budapest und 1989 in Sarajevo folgten im Mannschaftswettbewerb Titelgewinne mit dem Luftgewehr, im Einzel gewann sie 1989 zudem Bronze. 1990 in Moskau gewann sie im Dreistellungskampf mit dem Kleinkalibergewehr einen weiteren Mannschaftstitel. Im liegenden Anschlag sicherte sie sich mit der Mannschaft abermals Silber. Zwei Bronzemedaillen gewann Matowa 1998 in Barcelona in der Einzel- und Mannschaftskonkurrenz mit dem Kleinkalibergewehr im Dreistellungskampf.
Von 2001 bis 2005 war sie als Mitglied der NDSW Abgeordnete im bulgarischen Parlament. Matowa war ab 1979 Polizistin und wurde 2003 zum Generalmajor befördert. 2010 wurde sie Ehrenbürgerin ihrer Geburtsstadt Plowdiw.